# Magnetostrikční snímač

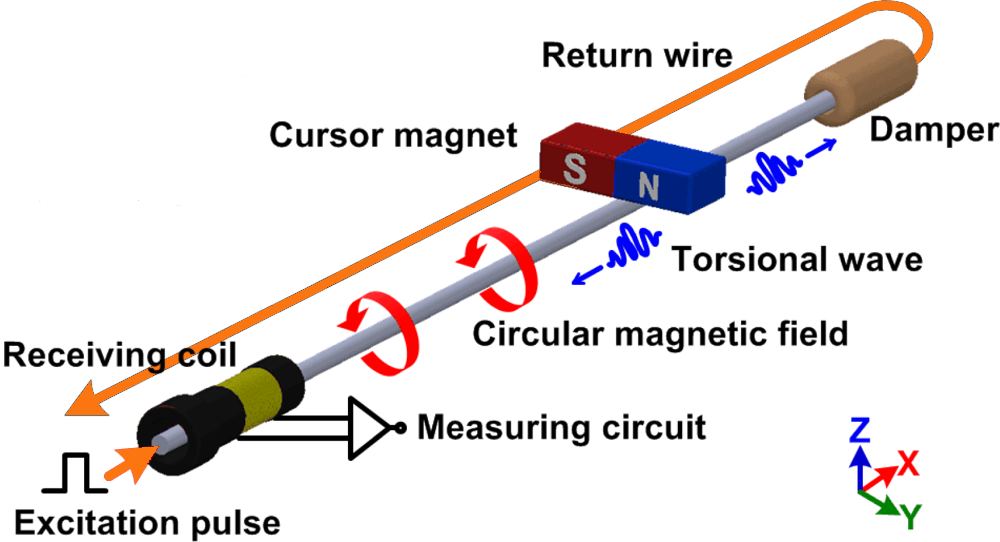
Princip magnetostrikčního snímače

Magnetostrikční snímač je zařízení k měření vzdálenosti resp. rychlosti.
Po vlnovodu ve tvaru duté tyče (respektive tenké trubičky, Ni-Fe nebo jiný magnetostrikční materiál, průměr cca 1 mm) se posunuje magnet. Uvnitř vlnovodu je vodič (Cu), po kterém se vyšle krátký puls (jednotky mikrosekund). Tím vznikne podél vodiče magnetické pole. V místě, kde se magnetické pole setká s magnetem, dojde k nepatrnému zkroucení tyče. Velikost zkroucení je sice neměřitelná, nicméně tyčí se rychlostí zvuku šíří puls vygenerovaný zkrutem. Na konci tyče elektronika změří prodlevu mezi vyslaným elektrickým a přijatým mechanickým pulsem a z této prodlevy vypočte vzdálenost magnetu od konce tyče s elektronikou. Na druhém konci tyče bývá tlumič nebo naopak odrazový prvek, aby bylo možné měřit i odražený puls.